# La nube
La nube és una pel·lícula argentina dramàtica de 1998 escrita i dirigida per Fernando Solanas i protagonitzada per Eduardo Pavlovsky i Laura Novoa. Està basada en l'obra teatral de Pavlovsky Rojos globos rojos. Es va estrenar el 3 de setembre de 1998. Va ser exhibit en diversos festivals internacionals de cinema i va obtenir diversos premis.

## Sinopsi
La pel·lícula narra les desventures d'un grup d'actors que viu en una Buenos Aires "alternativa" durant la dècada de 1990, en la qual des de fa més de 1600 dies plou sense parar. El grup fa grans esforços per a defensar el seu vell teatre independent a punt de ser venut. Mentrestant, enmig dels seus problemes quotidians i tractant de no perdre la seva dignitat, lluiten en un clima que oscil·la entre l'esperança i la resignació, amb els seus propis conflictes: l'amor, la solitud, la cerca d'ocupació, el reclam de justícia, les promeses dels funcionaris i l'espera.

## Llançament
La pel·lícula va ser exhibida en la 55a Mostra Internacional de Cinema de Venècia i als festivals Toronto, Istanbul i Singapur, entre d'altres. Al festival de Venècia va guanyar els premis Osella al millor guió i CinemAvvenire. Al Festival Internacional del Nou Cinema Llatinoamericà de l'Havana de 1998 va guanyar els premis Saúl Yelin i Caracol. Al Festival de Cinema Llatinoamericà de Biarritz de 1998 va rebre els premis al millor actor i a la millor actriu. Als Premis Cóndor de Plata de 1999 va rebre set nominacions però només va guanyar el premi a la millor música.

## Repartiment
- Eduardo Pavlovsky
- Laura Novoa
- Ángela Correa
- Christophe Malavoy
- Bernard Le Coq
- Franklin Caicedo
- Favio Posca
- Carlos Páez
- Luis Cardei
- Francisco Nápoli
- Cristina Banegas
- Horacio Peña
- Carlos Weber
- Jorge Petraglia
- Leonor Manso
- Márgara Alonso
- Mary Tapia
- Ramiro Vayo
- Jean-François Casanovas
- Liliana López Foresi
- Omar Chamorro
- Eva Adanaylo
- Antonio Goetz
- Florencia Cano
- Martín Pavlovsky
- Ángel Taborda
- Flexa Correa
- Francisco Pesqueira
- María Figueras
- Carlos Rivkins
- Héctor Bordoni
- Miguel Porto
- Guido de Kehrig
- Roberto Baldi
- Jorge Ducca
- Victoria De La Rúa
- Leandro Bufano
- Sebastián Polonsky
- Adriana Grimberg
- Elena Novoa
- Pablo Nápoli
- Fernando E. Solanas
- Jorge A. Gómez
- Susana Cortínez
- Osmar Bornes
- Lucía Cortez
- Marcelo Manuel Magdalena
- Nancy Louzan
- Marta Moyano
- Ángela Pereyra
- José Carbone
- Iván Gothold
- Gonzalo Incháustegui
- Oscar Gregorini
- Andrea Tomaselli
- Mónica Torres
- Julio Breshnev...Voz de Cholo
- Aldo Barbero...Voz de Eduardo
- Rita Cortese...Voz de Lucía

## Comentaris
Sergio Wolf a El Amante del Cine va escriure:
| « | «…les maneres triades per Solanes per a representar l'Argentina a través de personatges que abans que tals són «idees», cossos buits que existeixen solament com a dipositaris d'abstraccions.» | » |

Silvia Schwarzbock a El Amante del Cine va opinar:
| « | «Inusual, inèdita, desconcertant, intransigent, poc complaent, totalment contra direcció de les modes, i uns qualificatives més que desgraciadament s'escolten molt poques vegades quan es parla de cinema argentí.» | » |

Manrupe i Portela escriuen:
| « | «Solanes registra a través d'una potent metàfora…les misèries de l'última etapa menemista: els problemes dels jubilats, l'abandó de la cultura i la pèrdua de les utopies. El film va resultar un fracàs absolut de públic.» | » |

Luciano Monteagudo a Página 12 va opinar:
| « | «… una pel·lícula…que no deixa de ser una afirmació pública de la fe de Solanes en el seu ideari, però també una reflexió –melancòlica, feta mal– sobre les limitacions, les derrotes i els dubtes que reconeix avui en la seva generació. Concebut…com un film obert, armat a través de mòduls independents entre si, La nube té…una estructura gairebé musical….quatre grans moviments, subdividits al seu torn en diferents moments, que van des del gest èpic al comentari grotesc, en la vena del sainet crioll….Les notes falses … es donen… quan…vol donar alguns tocs no sempre aconseguits d'humor, o quan s'obstina a registrar les moltes injustícies d'aquests dies a través del testimoniatge d'un movilero d'una ràdio FM independent… aquesta ambició …d'abastar-ho tot en un sol film –el passat i el present, el mite i la realitat–…Per moments La nube pot semblar tautològica en els seus reclams, reiterativa en els seus recursos formals, però íntegrament aconsegueix una dimensió i un nivell de risc que solament Solanas és capaç de proposar al cinema local. | » |